# Ximian
ジミアン（英:Ximian）は、LinuxおよびUNIXでのGNOMEプラットフォーム向けの自由ソフトウェアのデスクトップアプリケーションを開発していた企業である。ジミアン（その前の名称はHelix Code、さらに前はInternational Gnome Support。ただし、計画段階でつけられていた名称。）はミゲル・デ・イカザとナット・フリードマンが1999年10月に設立した会社であり、2003年8月4日にはノベルに買収された。ノベルは、ジミアンの名称とその開発プロジェクトを全て存続させ、さらにノベルのGroupWiseとZENworksのサポートもジミアンに分担させている。
ジミアンは、新製品開発と同時に、既存の自由ソフトウェアのプロジェクトを洗練させて一貫した操作ができるようにしている。それらプロジェクトの成果はXimian Desktopという製品にまとめられており、ユーザーが一般的なビジネスで必要とするようなツール群が統合されている。いわば「ジミアン化」されたGNOME、OpenOffice.org、Gaimがリリースされている。また、次のような製品もリリースされている。
- Ximian Evolution
- Ximian Connector
- Ximian Red Carpet
- Bonobo
- Mono

ジミアンは、Desktop Linux Consortiumの創設メンバーであり、.NET Frameworkの自由ソフトウェア実装であるMonoの開発を主導していた。現在はXamarinが開発している。